# Teufelsklinge (Aalenbach)
Die Teufelsklinge ist eine gut einen viertel Kilometer lange Klinge in der Waldgemarkung des Stadtteils Roßfeld von Crailsheim. Der in ihr entstehende, wahrscheinlich Ackersbach genannte Bach durchzieht danach zunächst die Wald-, zuletzt auch noch die Flurgemarkung des Stadtteils Großaltdorf von Vellberg ebenfalls im Landkreis Schwäbisch Hall im nordöstlichen Baden-Württemberg. Nach einem insgesamt weniger als zwei Kilometer langen, etwa westnordwestlichen Lauf mündet er einen halben Kilometer vor dem Weiler Lorenzenzimmern von links in den oberen Aalenbach.

## Name
Der Bachname lautet wahrscheinlich Ackersbach und die auf der amtlichen Gewässerkarte stattdessen gewählte Bezeichnung Teufelsklinge ist wohl ein nach dem Namen der kurzen Quellklinge gewählter Notname.

## Geographie

### Verlauf
Die Teufelsklinge beginnt im Südwestzipfel der Stadtteilgemarkung von Roßfeld im Gewann Hohenschlag in der westlichen Gabel eines Waldwegsterns, in der nahe an der Kreuzung der durchfließende Bach auf etwa 463 m ü. NHN einsetzt. Die enge, 200–300 Meter lange und bis etwa 10 Meter tiefe Klinge mit kurzen Seitenklingen und Quellhorizonten zieht westwärts. Danach, etwa ab der Gemarkungsgrenze zu Großaltdorf, wird der Taleinschnitt breiter, der Bach mäandriert auf weiterer, feuchter, mit Erlen und Eschen bewachsener Sohle stark und zeigt Gumpen im Lauf. Das Tal zwischen den Waldgewannen Gehren links und Spitalwald rechts mit kleinen Seitenklingen von Süden her wendet sich auf den nächsten etwa 400 Metern nach Nordnordwesten.
In einer Breite von einem Meter oder knapp darunter fließt der meist wenig Wasser führende Bach unter Erlen am teils flachen Ufer und weniger mäanderreich weiter durch den Wald, sein Bett ist schlammig bis kiesig. Auf diesem Abschnitt bis zum Rand der Flur läuft von rechts eine längere Seitenklinge zu. Schon kurz vor dieser begleitet den Bachlauf rechtsseits ein Wirtschaftsweg, In der zunächst nur links offenen Flur zieht der Bach als Graben ohne Baum und fast ohne Strauch am Ufer zwischen den Feldgewannen Wolfsee rechts und Ackersbach links immer mehr westlich. Ab einem Feldwegkreuz folgt er dann rechtsseits dem nach Nordwesten ziehenden Wegast und mündet dann bald etwa einen halben Kilometer vor dem Ortsrand von Lorenzenzimmern auf etwa 414 m ü. NHN von links in den oberen Aalenbach.
Der wohl Ackersbach genannte Bach mündet nach einem 1,7 km langen Lauf mit mittlerem Sohlgefälle von etwa 28 ‰ rund 49 Höhenmeter unterhalb seines Ursprungs am Beginn der Teufelsklinge.

### Einzugsgebiet
Der Bach aus der Teufelsklinge hat ein 1,2 km² großes Einzugsgebiet, das naturräumlich gesehen weit überwiegend und weit über die Waldgrenze hinaus im Unterraum Burgberg-Vorhöhen und Speltachbucht der Schwäbisch-Fränkischen Waldberge liegt und nur mit dem kleinen Mündungszwickel im Unterraum Haller Ebene der Hohenloher und Haller Ebene. Der mit etwa 505 m ü. NHN höchste Punkt liegt an der nördlichen Wasserscheide im Hohenschlag auf einem kleinen Waldplateau.
Reihum grenzen die Einzugsgebiete der folgenden Nachbargewässer an:
- Im Norden zieht der Bach aus der Dachsbauklinge in ebenfalls etwa westnordwestlicher Richtung etwas weiter aufwärts zum Aalenbach;
- hinter der kurzen nordöstlichen Wasserscheide liegt das Quellgebiete des ersten größeren Zuflusses Buchklingenbach zur Maulach, die in die Jagst entwässert, während der Aalenbach-Abfluss über die Bühler den Kocher erreicht;
- im Süden liegt erst das Einzugsgebiet des Muckenbachs und dann unmittelbares Entwässerungsgebiet von dessen Vorfluter Lanzenbach, der über die Speltach  ebenfalls die Jagst speist;
- der Brühlbach jenseits des Hochebenensporns Bergäcker im Westen schließt speist weiter abwärts wieder den Aalenbach.

Etwa ein Drittel des Einzugsgebietes im Osten, sämtlich Wald, liegt in der Stadtteilgemarkung Roßfeld von Crailsheim, der Rest in der Gemarkung des Stadtteils Großaltdorf von Vellberg. Etwa zwei Drittel des gesamten Einzugsgebietes sind bewaldet. Die offenen Anteile liegen im Westen, auf dem Hochebenensporn in den Feder- und vor allem Bergäckern steht alles unterm Pflug, an deren Hang Kührain nach Norden gibt es Buschwerk und Obstwiesen, darunter in den Gewannen Ackersbach. Krautgartenwiesen und Wolfsee bis zum Aalenbach hin neben Äckern auch Wiesen.
Das Gebiet ist unbesiedelt.

### Zuflüsse und Seen
Liste der Zuflüsse und  Seen von der Quelle zur Mündung. Gewässerlänge, Seefläche, Einzugsgebiet und Höhe nach den entsprechenden Layern auf der Onlinekarte der LUBW. Andere Quellen für die Angaben sind vermerkt.
Ursprung des Bachs aus der Teufelsklinge / des Ackersbachs auf etwa 463 m ü. NHN im Waldgewann Hohenschlag am Beginn seines Klingenrisses im Westschenkel einer Wegspinne des Waldwegs von Ilshofen-Eckartshausen in Richtung Frankenhardt-Oberspeltach.
- Etwa hundert Meter östlich-aufwärts der Quelle liegt ein Waldteich auf etwa 470 m ü. NHN, unter 0,1 ha.
- (Vier Klingen-Zuflüsse), von links und Süden auf etwa 445–436 m ü. NHN auf dem zunächst westlichen Laufabschnitt, alle unter 0,2 km und unter 0,1 km². Entstehen auf um 450 m ü. NHN im Waldgewann Gehren.
- (Klingen-Zufluss), von rechts und Osten auf etwa 432 m ü. NHN etwa 150 Meter vor dem Waldaustritt, ca. 0,1 km und ca. 0,1 km². Entsteht auf etwa 440 m ü. NHN im Waldgewann Spitalholz.

Mündung des Bachs aus der Teufelsklinge / des Ackersbachs von links und zuletzt Südosten auf etwa 414 m ü. NHN etwa 0,5 km östlich des Ortsrandes von Vellberg-Lorenzenzimmern in den oberen Aalenbach. Der Bach ist 1,7 km lang und hat ein 1,2 km² großes Einzugsgebiet.

## Geologie
Im weit überwiegenden Teil des Einzugsgebietes steht der Gipskeuper (Grabfeld-Formation) an; nur am nordöstlichen Rand erhebt sich darüber ein Plateau im * Schilfsandstein (Stuttgart-Formation). Der Bach läuft schon bald inmitten eines Auenlehmstreifens, der mündungsnahe in den dort recht breiten des Aalenbachs übergeht. Zu Füßen des unruhigen Kührains (Nordostabhang unter den Bergäckern) reicht eine kleine Insel abgeschwemmten Geländes bis nahe ans linke Ufer.

### LUBW
Amtliche Online-Gewässerkarte mit passendem Ausschnitt und den hier benutzten Layern: Bachlauf durch die Teufelsklinge und dessen Einzugsgebiet

Allgemeiner Einstieg ohne Voreinstellungen und Layer: Daten- und Kartendienst der Landesanstalt für Umwelt Baden-Württemberg (LUBW) (Hinweise)
1. 1 2  Auf einen Bachnamen Ackersbach, der weder auf dem Layer Gewässernetz (AWGN) noch auf dem Layer Gewässername explizit angegeben ist, weisen die folgenden Umstände hin:
  - Der in der offenen Flur begleitende Weg heißt nach dem Layer Liegenschaft und Gewässer Ackersbachweg;
  - das dort über den längsten Abschnitt links anliegende Feldgewann heißt Ackersbach;
  - die auf der städtischen Website gefundene Hiebliste 2015 für den Einschlag in Forstabteilung Ackersbach im Forstdistrikt Lorenzenzimmern (PDF; 4,9 MB) zeigt, dass auch ein schon zuvor im Wald dem Laufabschnitt anliegendes Gewann den Namen Ackersbach trägt.

Dass die beiden amtlichen Gewässerlayer den Bach mit Teufelsklinge bezeichnen, ist wohl auf eine bei diesen nicht seltene eponyme Verwendung des Namens der Quellklinge zurückzuführen, der auffälligerweise auf dem Layer Topographische Karte nur entlang des oberen, tatsächlich klingenförmigen Talabschnitts im Wald eingetragen ist.
2. 1 2 3 4  Höhe nach dem Höhenlinienbild auf dem Hintergrundlayer Topographische Karte.
3. 1 2  Länge nach dem Layer Gewässernetz (AWGN).
4. 1 2  Länge abgemessen auf dem Hintergrundlayer Topographische Karte.
5. 1 2  Einzugsgebiet nach dem Layer Basiseinzugsgebiet (AWGN).
6. ↑  Natur teilweise nach dem Layer Biotop.
7. ↑  Seefläche abgemessen auf dem Hintergrundlayer Topographische Karte.
8. ↑  Einzugsgebiet abgemessen auf dem Hintergrundlayer Topographische Karte.

### Andere Belege
1. ↑  Wolf-Dieter Sick: Geographische Landesaufnahme: Die naturräumlichen Einheiten auf Blatt 162 Rothenburg o. d. Tauber. Bundesanstalt für Landeskunde, Bad Godesberg 1962. → Online-Karte (PDF; 4,7 MB)
2. ↑  Geologie nach den Layern zu Geologische Karte 1:50.000 auf: Mapserver des Landesamtes für Geologie, Rohstoffe und Bergbau (LGRB) (Hinweise)